# Jim Marurai
Jim Marurai, född 9 juli 1947 på Mangaia, död i november 2020 på Mangaia, var en politiker från Cooköarna. Mellan 14 december 2004 och 29 november 2010 var han örikets premiärminister. Han representerade Det demokratiska allianspartiet, liksom sin föregångare Robert Woonton. Marurai tog sin examen från University of Otago i Dunedin på Nya Zeeland.